# Koshiro Onchi
Koshiro Onchi (恩地 孝四郎, Onchi Kōshirō, 2 de juliol de 1891 – 3 de juny de 1955), nascut a Tòquio, va ser el pare del moviment sosaku hanga del Japó del segle xx, i també fotògraf.

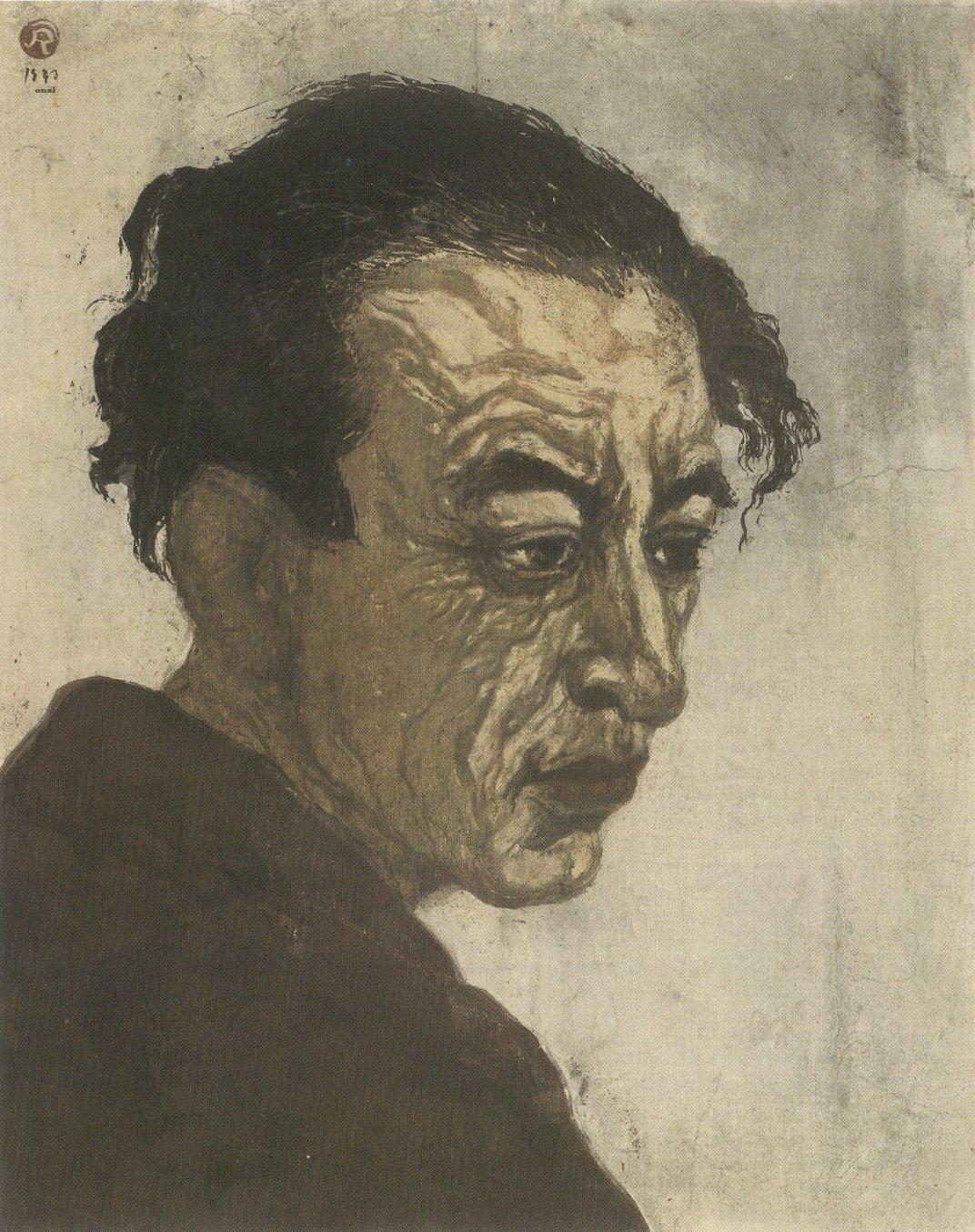
Retrat de Hagiwara Sakutarô, xilografia d'Onchi Koshiro, 1943, 1a edició, Museu Nacional d'Art Modern de Tòquio

Onchi venia d'una família aristocràtica estretament relacionada amb la família imperial. De nen va rebre la mateixa mena d'educació que la que rebia un príncep. Onchi va rebre una formació en cal·ligrafia tradicional i també en art modern occidental. Després d'uns contactes amb Takehisa Yumeji el 1909, entre 1910 i 1915 va estudiar pintura a l'oli i escultura a l'Escola de Belles Arts de Tòquio (東京美術学校
, Tōkyō Bijutsu Gakkō). El 1912 va fundar la revista de gravat i poesia “Tsukubae”.
Onchi també va ser dissenyador de llibres a la seva primera època, quan era impossible per als artistes sosaku hanga sobreviure fent només gravats creatius. Va dissenyar uns 1.000 llibres en la seva carrera. El 1939 va fundar la Societat del Primer Dijous (一木会
, Ichimokukai), crucial per al renaixement en la postguerra del moviment sosaku hanga. La societat organitzava reunions d'artistes un cop al mes a la casa d'Onchi. Membres com ara Gen Yamaguchi (1896–1976) i Junichirō Sekino (1914–1988) discutien qüestions dels gravats. Els experts americans Ernst Hacker, William Hartnett i Oliver Statler també hi participaven. La Col·lecció del Primer Dijous (一木集
, Ichimoku-shū), una col·lecció de gravats dels membres per a passar-se'ls entre si, es va produir el 1944. A través de la Societat del Primer Dijous, Onchi proporcionava als joves artistes aspirants els recursos i camaraderia durant els anys de la guerra, quan els recursos eren escassos i la censura severa. Després de la guerra, es va revelar com a líder del moviment sosaku hanga que va prosperar a l'escena artística internacional.

## Estil i tècnica
Els gravats d'Onchi van des d'una primera època figurativa fins a l'abstracte de la postguerra. Com a anticipat defensor del moviment sosaku hanga, Onchi creia que la creació artística s'origina en un mateix. Estava més interessat a expressar emocions subjectives a través dels gravats abstractes que en fer rèpliques de les imatges i formes del món objectiu. Els seus gravats evoquen un estat d'ànim líric i poètic. Va dir:
L'art no s'ha d'entendre amb la ment, sinó amb el cor. Si tornem al seu origen, l'expressió en color i forma de la pintura ve del cor, i mai s'hauria de limitar a un món de formes reflectides captades pel sentit de la visió. Per tant, l'expressió del cor a través del color i les formes a part del color i les formes del món real és aquell reialme autèntic de la pintura.
Onchi va ser un innovador en incorporar teles, cordes, blocs de paper, aletes de peix i fulles als seus gravats.

## Fotografia
Des del 1932 aproximadament, Onchi va treballar en el disseny d'un nombre de llibres sobre fotografia publicats per Genkōsha (玄光社
) i Ars. El tema li va interessar. Al llarg dels anys 30 i 40, Onchi va treballar amb l'esperit del shinko shashin. Va treballar amb plantes, animals i objectes d'art, i també va crear fotogrames.
Onchi va ser enviat a la Xina el 1939 i més tard, aquell mateix any, va tornar a Tòquio i va fer una exposició de les seves obres xineses.
Onchi va exposar els seus fotogrames el 1951, però en qualsevol cas va acabar abandonant la fotografia. Va morir a Tòquio el 3 de juny de 1955.